# Parque natural Serranía de Cuenca
El parque natural Serranía de Cuenca es un parque natural español situado en el nordeste de la provincia de Cuenca, en la sierra del mismo nombre. Está próximo en su extremo noroccidental al parque natural del Alto Tajo. Ocupa una superficie aproximada de 73 000 hectáreas en 10 municipios y fue creado mediante la Ley 5/2007 de la comunidad autónoma de Castilla-La Mancha. En él se halla una de las mejores masas forestales del centro peninsular debido a sus bosques mixtos y sus extensos pinares. Algunos lugares de interés de la serranía están catalogados como Sitio Natural de Interés Nacional o Monumento Natural.

## Sitios de interés
Dentro del parque natural Serranía de Cuenca y en sus proximidades se encuentran los siguientes parajes:
- Ciudad Encantada, declarada Sitio Natural de Interés Nacional.
- Nacimiento del Río Cuervo, Monumento Natural.
- Parque Cinegético Experimental de El Hosquillo.
- Callejones de Las Majadas.
- Lagunas de Cañada del Hoyo, Torcas de Los Palancares y Tierra Muerta, Monumento Natural.
- Torcas de Lagunaseca, Monumento Natural.
- Hoz de Beteta y Sumidero de Mata Asnos, Monumento Natural.
- Valle del río Escabas.
- Reserva Natural de la Laguna del Marquesado.
- Laguna de Uña y Embalse de La Toba.
- Nacimiento del río Júcar.
- Ventano del Diablo y cortados del Júcar.
- Laguna del Tobar.
- Hoz del Solán de Cabras.
- Hoz de Tragavivos.

El parque natural de la Serranía de Cuenca cuenta con tres centros de interpretación, estando ubicado el principal y más amplio en la localidad de Tragacete, otro en Uña, dedicado íntegramente al agua, y un último en Valdemeca, centrado en la botánica del parque natural.

## Flora

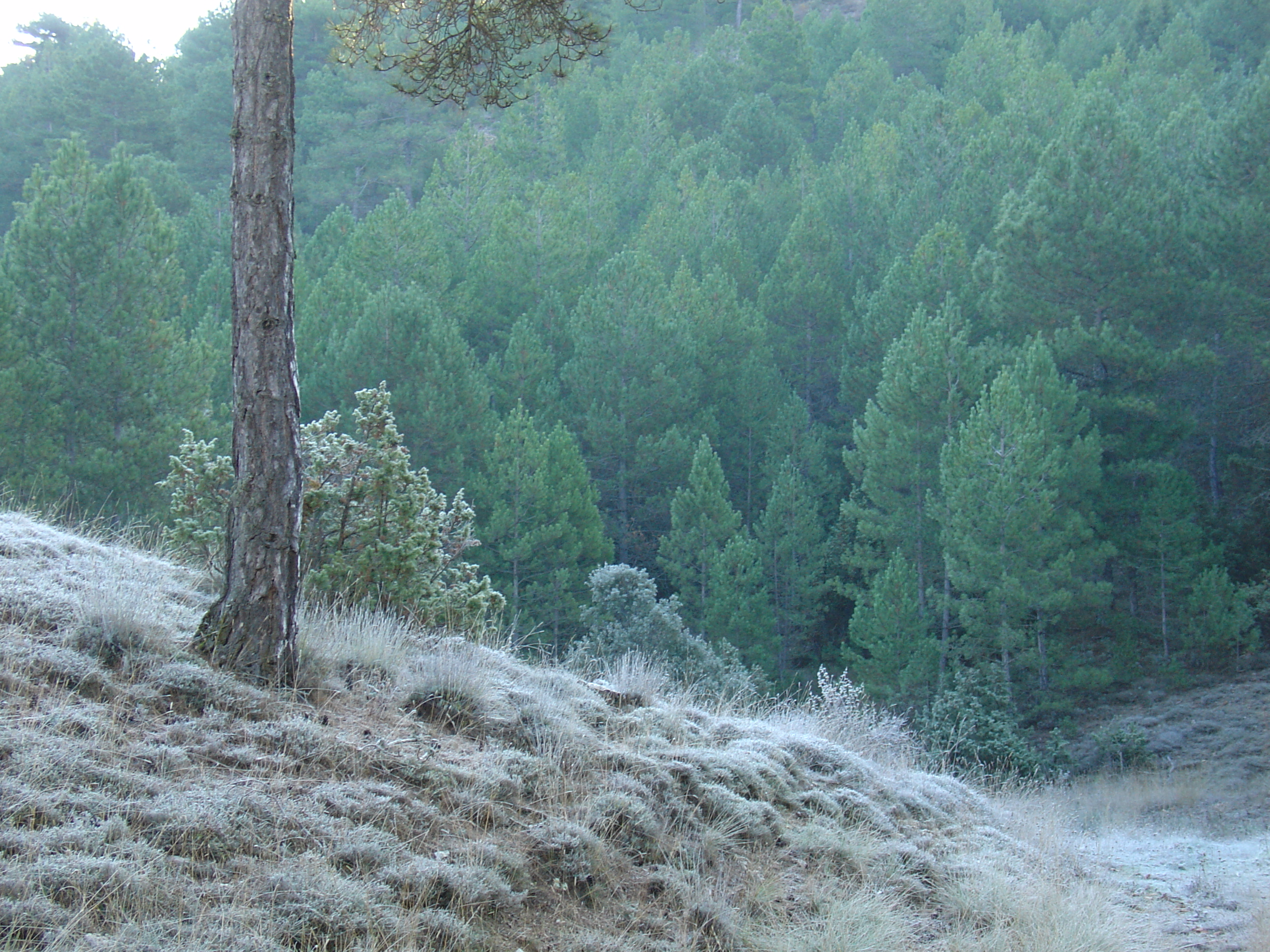
Pinares en Valdemeca

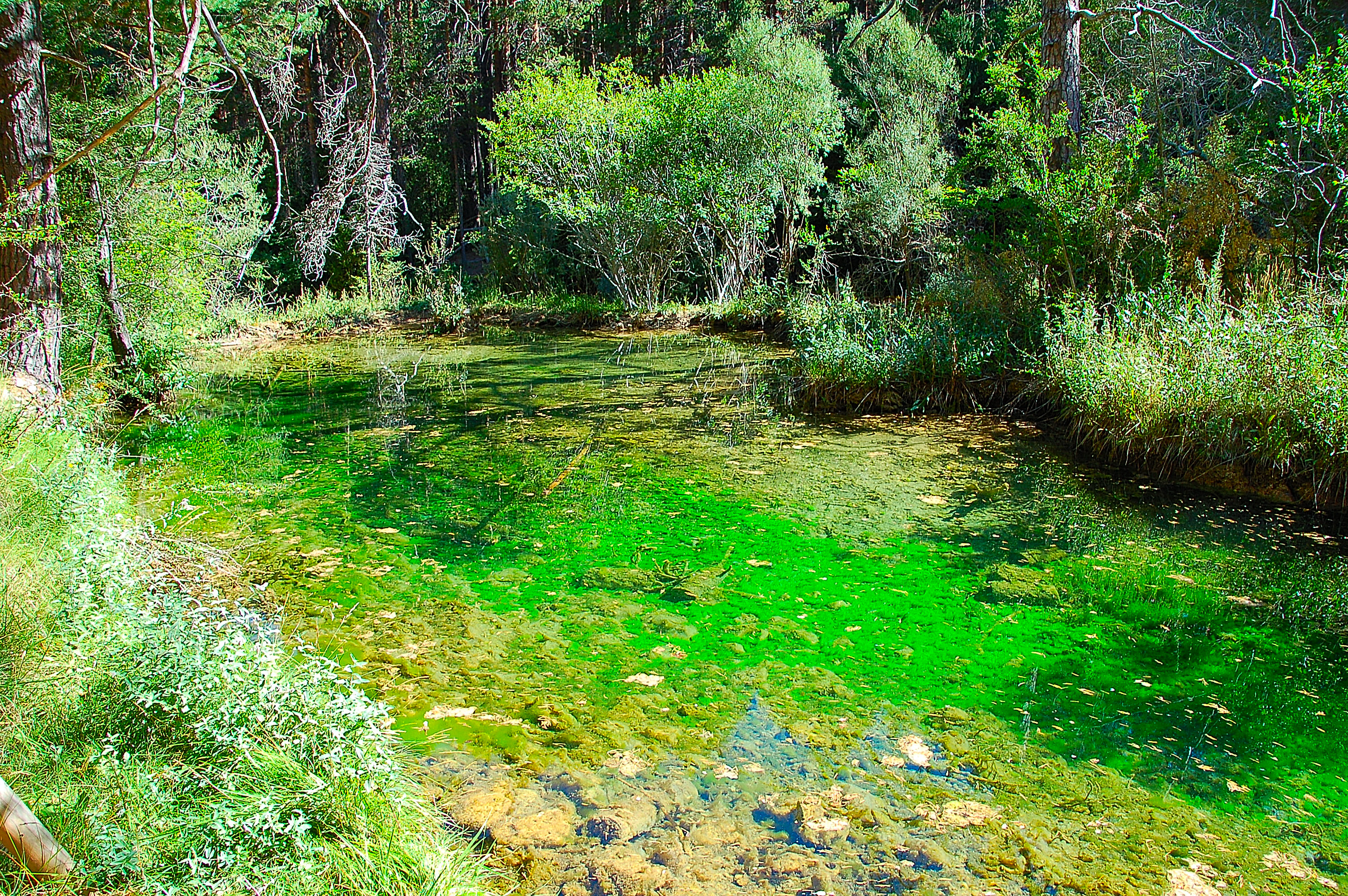
Río Cuervo

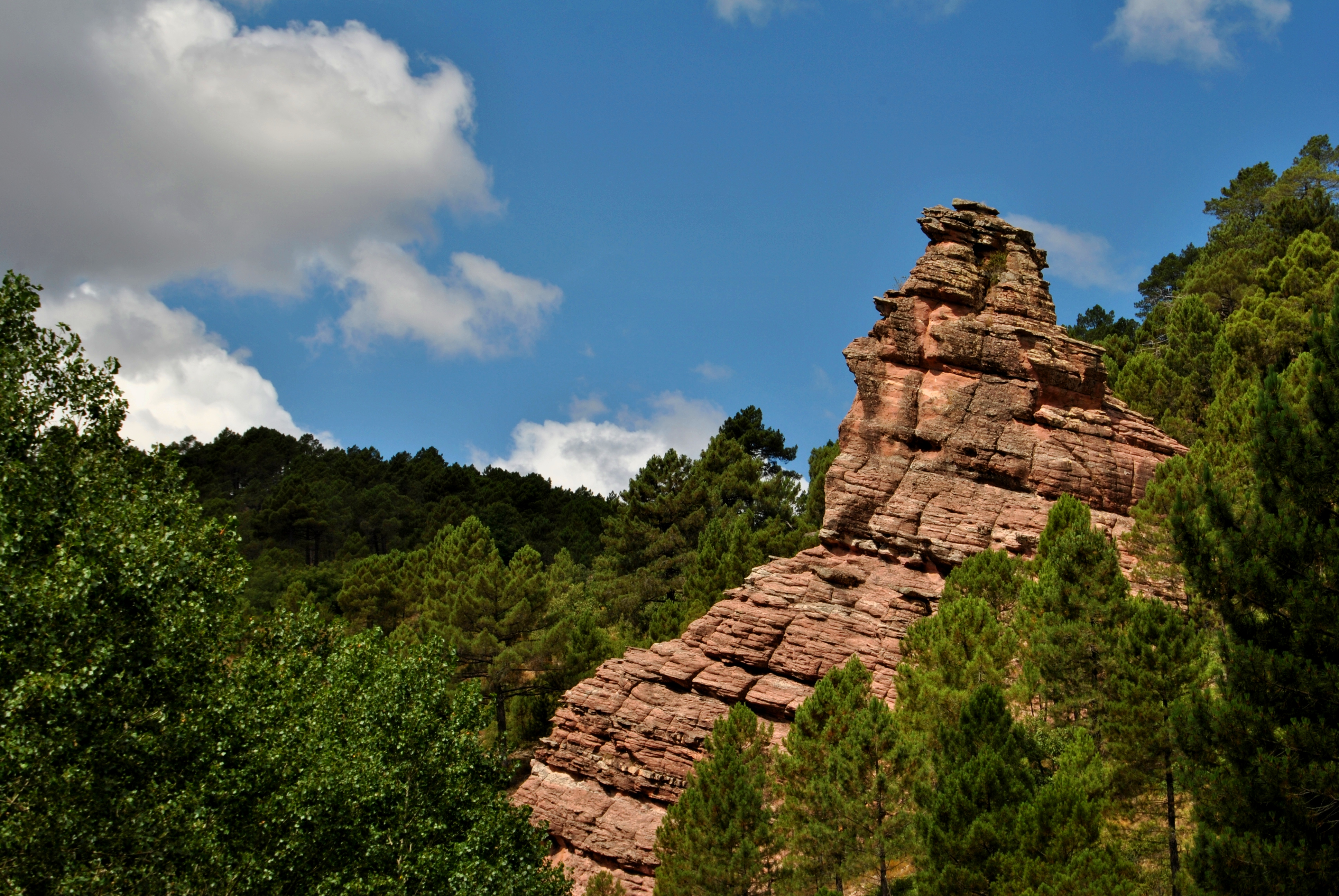
Formaciones rocosas en Cañete

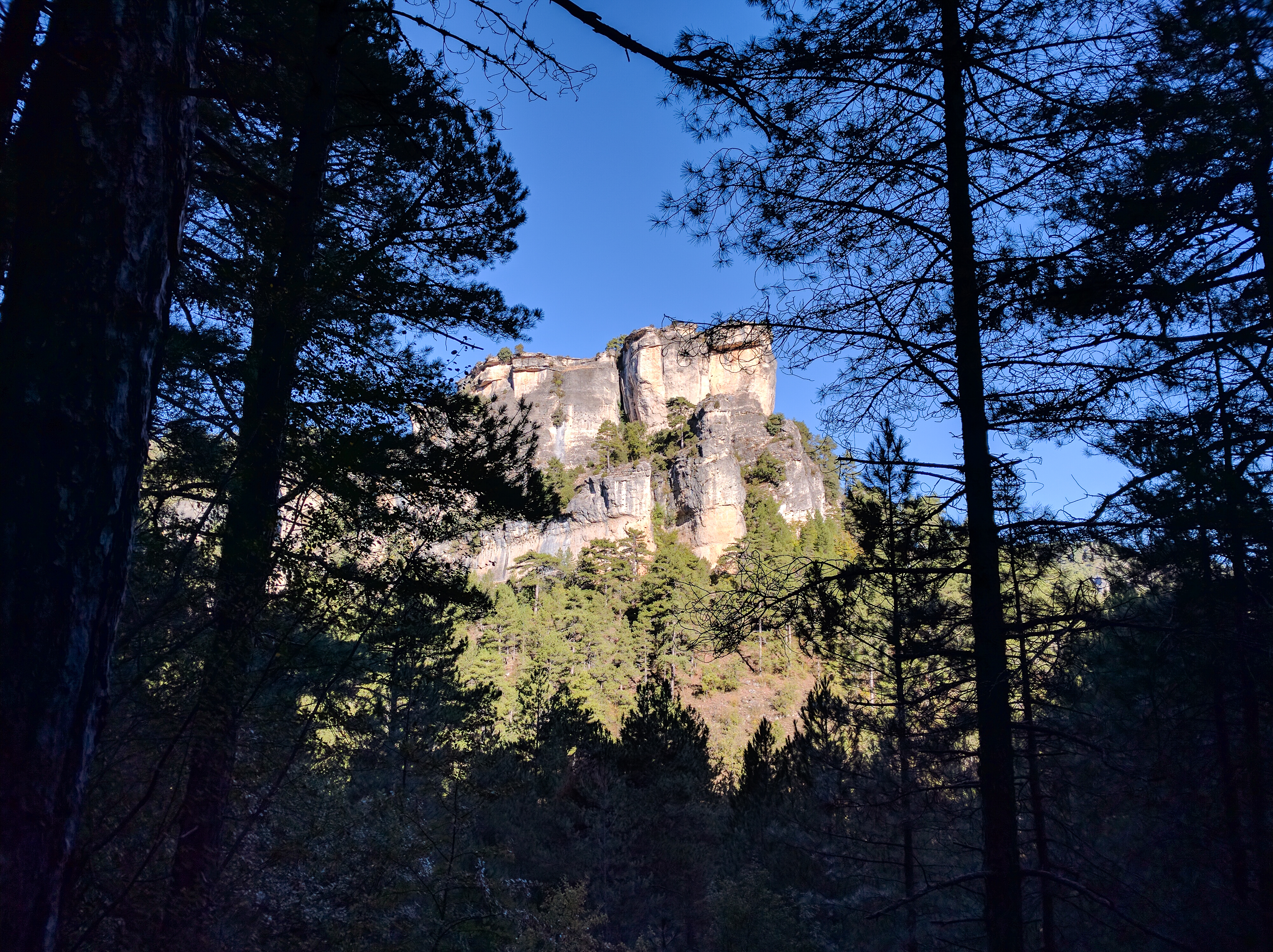
Sendero botánico en la hoz de Beteta

Es de destacar en el territorio la gran continuidad y extensión que presentan las masas forestales, y particularmente los pinares que dominan el paisaje vegetal, situación compartida con el adyacente parque natural del Alto Tajo, conformando entre ambos territorios una de las masas forestales naturales más extensas de España. La diversidad florística de este territorio se ve muy ampliada por la presencia entre las parameras y las muelas de numerosas hoces excavadas por los ríos, cuyas particularidades edafo-fisiográfico-microclimáticas las han convertido en un importante refugio de flora eurosiberiana, con notables disyunciones pirenaicas, así como la flora rupícola y ribereña.
El relieve y los pisos climáticos condicionan el tipo de vegetación y favorecen el desarrollo de microclimas locales. Así en los cañones y hoces, como ocurre en los cortados de Uña-Villalba de la Sierra, se refugian tilares y bosques mixtos exigentes en ambientes húmedos y frescos, microclima creado al resguardo de las paredes calizas jurásicas que lo flanquean. 

### Piso inferior
Entre los 600 y los 1000 metros se extienden las zonas basales de la Serranía de Cuenca (Villalba de la Sierra, Portilla y Arcos de la Sierra). En este piso es común la encina y el pino rodeno. El estrato arbustivo sobre sustratos básicos se compone de sabinares negrales, esplegares, tomillares, aliagares y erizales, acompañados por un estrato herbáceo de fenalares y lastonares. Mientras que sobre sustratos arenosos dominan los jarales, brezales y cantuesares. Las riberas de los principales cursos fluviales están flanqueadas por alamedas negras y saucedas.

### Piso medio
Entre los 1000 y los 1500 metros se desarrollan las mejores masas forestales de la sierra, mayormente compuesta por pinares. Domina el paisaje el pino negral (Pinus nigra) y los robledales (Quercus faginea), los cuales se mezclan con carrascales (Quercus ilex subsp. ballota) y sabinares albares (Juniperus thurifera) en las estaciones más expuestas y térmicas. 
Los pinares de pino negral, constituyen el paisaje vegetal más representativo y extenso de la Serranía de Cuenca, dominan sobre sustratos calizos. Son y han sido explotados tradicionalmente por las excelentes cualidades de su madera para sierra y construcción. Se asocian a robledales, sabinares albares y bosques mixtos eurosiberianos, constituyendo auténticas formaciones mixtas de un gran valor paisajístico.

### Piso superior
Más allá de los 1500 metros, crecen los bosques de pino silvestre (Pinus sylvestris), los cuales enriquecen su cortejo florístico con sabina rastrera en sustratos calcáreos y con brezales en suelos silíceos. El aspecto cromático de estos bosques con connotaciones centroeuropeas se ve enriquecido por la compañía de acebos, tejos, mostajos y robles.

## Fauna

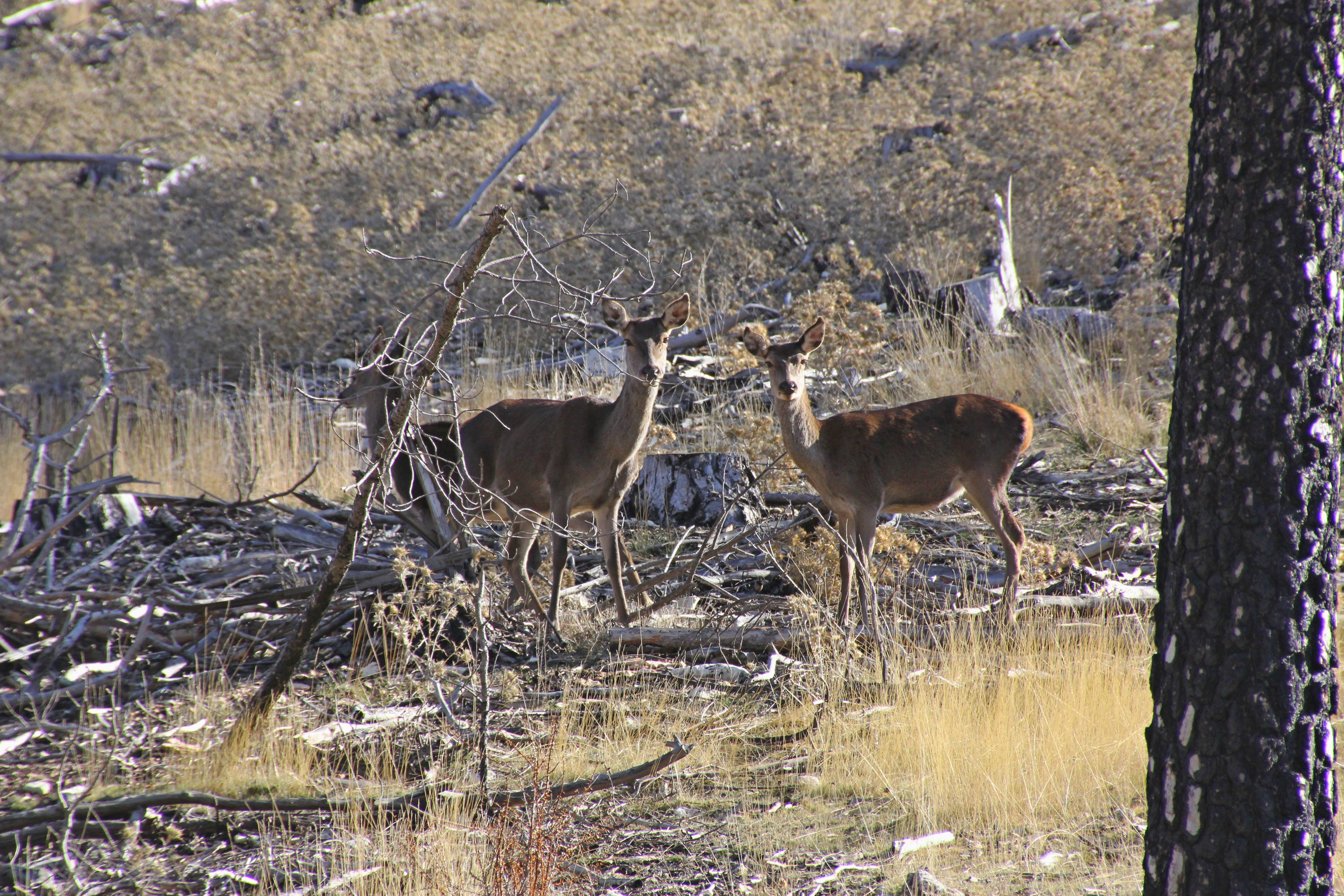
Ciervos en la serranía

Desde que en 1973 fue establecida una reserva nacional de caza sobre su sector central, la población de corzos, jabalíes y muflones no ha hecho más que crecer espectacularmente desde entonces. Además, la serranía alberga asimismo a la cabra montés.
Abundan los buitres leonados y otras rapaces. En la laguna del Tobar, o de Uña, hay concentraciones de fochas, ánades y otras aves acuáticas, así como nutrias.
Se ha reconocido también un apreciable valor de conservación para la fauna troglodita (al menos para quirópteros cavernícolas) y para algunos grupos de invertebrados como pueden ser los lepidópteros, requiriéndose de más investigación para el resto.
Asimismo, todas las aguas del Parque tienen la condición de “aguas trucheras” constituyendo un reservorio de esta especie y muchas otras, siendo algunas endemismos ibéricos como el barbo, la bermejuela y el cachuelo. También puede encontrase aquí el amenazado cangrejo de río europeo.